# 토머스 미즐리
토머스 미즐리(Thomas Midgley, Jr., 1889년 5월 18일 - 1944년 11월 2일)는 미국의 기계기술자이며 화학자이다. 미국에서 TEL이라고 불리는 테트라에틸납을 첨가한 휘발유(하이옥탄 유연 휘발유)와 프레온(클로로플루오르카본(CFC) 또는 염화불화탄소) 등을 포함해 100가지가 넘는 특허를 취득하고 있다. 그의 발명들은 생전에는 칭송받았지만 오늘날에 이르러서는 환경 문제의 주요한 원인으로 알려지고 있는 것들이 있는가 하면, 각양각색의 평가를 받는다. 어떤 것은, 인류 역사상 가장 환경에 심각한 영향을 준 것이라고 평가받기도 한다. 하지만 당시에는 모두에게 인정받는 제품이었으며 차후 다양한 연구 성과에 의해 평가가 바뀌고 있다 보니, 당시의 공헌이 반드시 악이라고 보기는 어렵다는 평가도 있다.
미즐리는 미국 펜실베이니아주 비버 폴즈에서 태어났으며, 아버지도 발명가였다. 오하이오주 콜럼버스에서 어릴 때를 보냈으며, 1911년에 코넬 대학에서 기계공학사를 수여한 다음 졸업했다.

## 에틸의 발명
미즐리는 미국의 자동차회사 제너럴 모터스(GM)의 자회사 데이턴 리서치 연구소에 찰스 케터링의 부하로 근무하고 있었다. 1921년 12월에 테트라에틸납(tetraethyllead :TEL)을 휘발유에 첨가하면 엔진이 노킹을 일으키지 않게 되는 것을 발견한다. 데이턴 리서치 연구소는 그 물질을 "에틸"(Ethyl)이라고 불렀으며 광고와 보고서 등에서도 납이 들어 있다는 언급은 전혀 하지 않았다. 석유 회사와 자동차 메이커, 특히 그 특허를 보유하고 있었던 GM사는, 자기들의 이익이 안되는 에탄올(에탄올이 들어간 연료)을 대신하는 것으로서 정력적으로 유연 휘발유화를 추진했다.
1922년 12월 미즐리는 미 화학회에서 윌리엄 H 니콜즈 상을 수상했다. 이것에 이어 몇개의 상을 더 수상했다.
휘발유의 납 첨가는 대기 중에 대량의 납을 방출하는 결과를 낳았다. 미즐리 자신도 납중독이 되어 장기요양을 필요로 했다. 1923년 1월에 미즐리가 적고 있다. "유기납 중에서 1년 이상 일하면서 폐가 망가져 일을 그만두고 공기가 신선한 장소로 옮길 필요가 있었다." 미즐리는 마이애미에서 요양했다.
GM은 듀폰 사에 양산을 위탁하고 위탁 업무의 관리를 위해서 1923년 4월, 제너럴 모터스 케미칼 컴퍼니(General Motors Chemical Company)를 설립했다. 찰스 케터링이 사장이 되고 미즐리는 부사장이 되었다. 그러나 데이턴에서 일하고 있었던 스탭의 이야기에서는 1924년에 오하이오주 데이턴에서 행하여지고 있었던 테트라에틸납의 시작 공장에서 2명이 사망하고 몇 명이 병이 들었고, 듀폰 사가 프로젝트로부터의 철퇴를 생각하기 시작한 계기가 되었다고 말한다. 다음 해, 듀폰 사의 뉴저지주 딥워터의 공장에서는 게다가 다수의 사망자를 내고 있다.
1924년 듀폰의 종래형제조법에서 생산 속도에 불만을 가진 GM사는 록펠러가 거느리는 스탠더드 석유 사로 짜고 에틸 가솔린 코퍼레이션을 설립하고, 미즐리를 부장으로 했다. 뉴저지에 있는 베이웨이 리파이너리에 공장을 건설하고 위험도가 높은 고온에서의 에틸 클로라이드제조법을 채용했다. 베이 웨이 공장에서는 당초의 2개월 사이에 납 오염에 의한 증상이 발생했다. 그것은 환각증상을 호소하고, 정신이상을 초래해 계속해서 5명이 죽음에 이르렀다. 10월 30일에 미즐리는 기자회견에 참석해 이 새로운 물질에 접촉했을 경우라도 "안전한 것"을 호소했다. 이 회견의 즈음 미즐리 자신이 자신의 손을 테트라에틸납에 담그고, 뒤잇고, 병에 넣은 테트라에틸납을 코로부터 60초 간 빨아 들였다. 더욱 미즐리는 이것을 "아무런 문제도 없고 매일 할 수 있는, 죽을 일은 없는"이라고 선언했다. 그러나 공장은 뉴저지주에 의해 며칠 후에 폐쇄되어 스탠다드 석유는 테트라 에틸 납(TEL)의 제조가 금지되어 제조 재개에는 주의 허가가 필요하게 되었다.
노킹하지 않는 이 휘발유는 "에틸 가솔린"이라고 하는 이름으로 판매되었다. 이 유연 휘발유는 1960년대에 환경 문제가 된다.
미즐리는 1925년 4월에 GMCC부사장을 사임했다. 조직 운영에 관한 경험 부족으로부터라고 보도되었다. 그는 그 후도 GM사원에게 머물렀다.

## 프레온의 발명
1930년 GM은 미즐리를 가정용 기구로 사용할 수 있는 무독하며 안전한 냉매의 개발을 명했다. 미즐리는 클로로플루오르카본(염화불화탄소, Chlorofluorocarbon, CFC)을 발견하고 프레온과 이름을 기입했다. 미즐리는 기자회견에서 스스로 개발한 프레온12를 빨고 초의 불을 불어서 끄는 것에 의해 안전성을 어필했다.(그러나 프레온12는 프레온류 안 에서는 우연히 독성이 낮은 것이며 다른 프레온류는 강한 독성이 있다.) 그때까지 히트 펌프나 냉장고로 사용되고 있었던 유독으로 폭발성이 있는 수많은 물질을 프레온이 바꿔 놓은 것이 되었다. 더욱 에어로졸 스프레이의 분사제나 약의 흡입기 등에서도 사용되었다. 미즐리는 이 공헌에 의해 1937년에 파킨즈 상을 수상하고 있다.
1941년, 미국 화학회가 최고인 상인 프리스토리 상이 보내어지고 있다. 1942년에는 윌리엄 깁스 상이 보내어졌다.

## 그 후
1940년, 51세 때에 척수성 소아마비에 걸렸다. 이것은 미즐리에 후유증이 되어서 남는다. 미즐리는 침대로부터 일어날 때에 밧줄과 도르래를 사용한 장치를 고안해 사용하게 되었다. 그런데 55세 때 이 장치에 얽혀 질식해 사망하였다. 미즐리는 프레온의 오존층의 영향이 널리 알려지기 전에 사망한 것이다.
유연 휘발유가 미국에서 사라진 것은 1973년, Clean Air Act(클린 에어 액트:대기정화법)이 노상주행용 자동차에 대하여 유연 휘발유를 판매하는 것을 금지한 것이 법률상으로 1986년, 미국 전역은 1995년이다. 그렇지만 미국 내에서도 항공기, 레이싱 카, 농업기기, 마린 엔진에서는 2008년까지 사용이 인정을 받고 있다. 남아프리카, 아프리카, 아시아의 일부 국가, 중동에서는 아직 유연 휘발유가 일반적으로 사용되고 있다. 유연 휘발유의 사용을 금지한 국가는 유연 휘발유의 금지 연도를 참조.
몬트리올 의정서에서는 프레온류의 생산을 주요국에 대하여 금하고 있어 그 외 국가에서의 생산도 2010년까지 그만두어 지구상으로부터 없애는 것으로 여겨지고 있다. 의약품업계에서는 이미 프레온류를 사용하지 않는 흡입 기구라고 하고 있다. 그렇지만 프레온류를 사용한 히트펌프는 그 밖에의 물질을 사용한 것보다도 훨씬 효율이 좋다. 그 때문에 "프레온류는 환경을 파괴하는, 따라서 사용은 금지되어야 하다"라고 하는 것에 대하여 반대를 외치는 사람들이 적지 않게 존재하고 그 동기가 되고 있다. 또 현재의 생산 금지조항에는 대단히 큰 빠져나갈 구멍이 있어 그것이 적용되는 나라여도 적용이 되지 않은 나라에서 생산된 프레온류를 수입해 사용하는 것에 대하여는 제한이 마련되지 않고 있는 것이다.

## 수상
- 1922년 : 유연 휘발유로 윌리엄 H 니콜즈 상
- 1937년 : 프레온의 발견에 의해 퍼킨스 상
- 1941년 : 프리스틀리 상
- 1942년 : 윌리엄 깁스 상
- 2003년 : "에틸" 가솔린(유연 휘발유)의 공헌을 칭하고 미국 발명자 전당에 들어가다:

## 참고 문헌
1. ↑  McNeill, J.R. Something New Under the Sun: An Environmental History of the Twentieth-Century World (2001) New York: Norton, xxvi, 421 pp. (as reviewed in the Journal of Political Ecology 보관됨 2004-03-28 - 웨이백 머신)
2. 1 2 3  “Inventors Hall of Fame Profile: Thomas Midgely”. 2009년 5월 1일에 원본 문서에서 보존된 문서. 2011년 4월 23일에 확인함.
3. 1 2 3  "The Secret History of Lead 보관됨 2010-02-27 - 웨이백 머신" The Nation, March 20, 2002
4. 1 2 3  Kovarik, Bill. "Charles F. Kettering and the 1921 Discovery of Tetraethyl Lead In the Context of Technological Alternatives", presented to the Society of Automotive Engineers Fuels & Lubricants Conference, Baltmore, Maryland., 1994; revised in 1999.
5. ↑  Markowitz, Gerald and Rosner, David. Deceit and Denial: The Deadly Politics of Industrial Pollution. Berkeley, California: University of California Press, 2002
6. ↑  Bryson, Bill. A Short History of Nearly Everything. (2003) Broadway Books, USA. ISBN 0-385-66004-9

## 관련 정보
- 유연 휘발유
- 염화불화탄소